# 貞本義行
貞本 義行（さだもと よしゆき、1962年1月29日 - ）は、日本の漫画家、アニメーター、キャラクターデザイナー、イラストレーター。山口県徳山市（現・周南市）出身。妻は漫画家のたかはまこ。ゲーム会社カプコンのプロデューサーで『ストリートファイターIII』などを手がけた貞本友思は従兄弟。妻の生まれ故郷である愛知県高浜市に在住。株式会社カラー相談役。

## 来歴
徳山市立住吉中学校、山口県立徳山高等学校卒業。東京造形大学造形学部美術学科絵画領域専攻（絵画専攻前はデザイン学科産業デザイン専攻）。
1981年、大学在学時に応募した漫画が「第16回週刊少年チャンピオン新人まんが賞」に入選。受賞作の自動車レース漫画『FINAL STRETCH 最後の疾走』が『週刊少年チャンピオン』に掲載されて漫画家デビューを果たす。
1982年、大学の漫画研究会の後輩の前田真宏の誘いでアルバイトとして参加した『超時空要塞マクロス』の原画でアニメーターとしてデビュー。その制作現場で庵野秀明や山賀博之らと出会い、彼らの映像制作サークル「DAICON FILM」に所属することになる。そしてアマチュアながらSF大会のオープニング・アニメーションの自主制作などに携わる。
1984年、大学を卒業すると「テレコム・アニメーションフィルム」に入社。大塚康生に師事し、アニメ制作のノウハウを学ぶ。テレコムで動画として3か月勤めた後、1987年公開の映画『王立宇宙軍 オネアミスの翼』制作のために設立された「ガイナックス」（DAICON FILMの後身）の設立に参加。同作のキャラクターデザインと作画監督を担当した。以後、『トップをねらえ!』、『ふしぎの海のナディア』、『新世紀エヴァンゲリオン』など、ガイナックスの中核メンバーとして活動。『エヴァンゲリオン』ではキャラクターデザインのみならず、企画段階から参加して設定やストーリーに様々なアイデアを提供している。
1991年から1992年にかけてアニメ雑誌『月刊ニュータイプ』で連載された漫画『R20 歯車のある街』で9年ぶりに漫画家としての活動を再開。さらに1995年からは『月刊少年エース』にて同名アニメのコミカライズとなる『新世紀エヴァンゲリオン』の連載を開始。以降、アニメから漫画やイラストへと仕事の比重が移る。
2000年代には『エヴァンゲリオン』のリメイク・リブート映画『ヱヴァンゲリヲン新劇場版』シリーズが公開される一方、あらたに細田守監督の映画作品のキャラクターデザインを3作連続で手掛けた。
貞本の出身地であることにちなんで、山口県周南市で地域活性化のためのアニメや漫画などをテーマにしたサブカルチャーの祭典「萌えサミット」が2011年から2023年まで13年連続で開催された。
2024年にサウジアラビアのマンガプロダクションズによる配給で公開予定の『グレンダイザーU』（1970年代のアニメ『UFOロボ グレンダイザー』のリメイク）でキャラクターデザインを担当。

## 人物
数多くの人気アニメ作品のキャラクターデザインを手がけている。代表作は『オネアミスの翼 王立宇宙軍』『ふしぎの海のナディア』『新世紀エヴァンゲリオン』『フリクリ』『トップをねらえ2!』（以上、ガイナックス作品）、『時をかける少女』『サマーウォーズ』『おおかみこどもの雨と雪』（以上、細田守作品）、『.hackシリーズ』など。特に『新世紀エヴァンゲリオン』では、アニメのキャラクターデザインとともにそのコミカライズである同名の漫画も執筆している。
中学から高校時代にかけてはアニメのファンではあったものの、あくまでも「遠い東京の文化」であった。インターネットもなかった当時、情報源はアニメ誌やテレビしかなく、しかも地方局では東京の数分の一の数しかアニメ番組が放送されていなかったからである。高校時代は美大を目指し、画家の藤永俊雄に師事。東京の大学に進学したのはアニメや漫画などの仕事がしやすいからという理由である。ただし、もともとはプロになるつもりはなく、卒業後には故郷で美術教師になることを志望していたという。漫画賞に応募したのはオートバイ（バイク）の購入資金目当てだった。大学時代はDAICON FILMに参加していたため授業にはあまり出ておらず、課題でも短時間で完成度が高く見せられるように、前に描いた絵を上塗りして提出したりもしている。東京から大阪へ移動するのにバイクを使っていた。
テレコム・アニメーションフィルム時代の上司である大塚康生にはアニメの技術的な事だけでなく、考え方や趣味など色々な影響を受けたという。テレコムの同期には田中達之、滝口禎一、横堀久雄がいた。貞本は素人時代にアニメ制作を経験したことを隠していたため、彼の新人離れした技量に自信喪失した同期生まで出たという。大塚康生も自分より上手いと脱帽し、新人時点の上手さでは宮崎駿、月岡貞夫と並ぶ存在だったという評価をしている。ただ、絵コンテを切るのは苦手だという。
ガイナックスのデビュー作『王立宇宙軍 オネアミスの翼』でキャラクターデザイナー及び作画監督を務めたが、新人無名のアニメーターを起用するのは異例であり、現在に至るまで他に例がない。
影響を受けた漫画家は松本零士、永井豪、福山庸治の3人で、好きな映画にテリー・ギリアム監督の全作品と答えている。漫画家としてキャリア初期に影響を受けたのは大友克洋・坂口尚・メビウス。天野喜孝の大ファンであり、1985年のOVA『天使のたまご』の頃の描き方を特に気に入っていて、カラーインクの使い方を含めて大きな影響を受けている」とのこと。少年向けで好きな作品は楳図かずおの『漂流教室』、斎藤惇夫原作の『ガンバの冒険』・松本零士の『銀河鉄道999』であるという。貞本は「自分の居場所を求めて旅をして物事を果たしてからも元には戻らずまた旅を続けるところがかっこいいんですよ」と言った。事実、漫画版『エヴァ』にも上記の作品へのオマージュがあるという。
イラストレーターとしての人気も高く、画集も出版されている。1998年にはギタリストのエリック・クラプトン本人のオファーで彼のアルバム『ピルグリム』のジャケットを描いている。クラプトンは偶然書店で見かけた貞本の画集『ALPHA』（1993年）に感動したという。クラプトンは2014年にも貞本にアルバム『ザ・ブリーズ〜J.J.ケイルに捧ぐ』のジャケットをオファーしている。
ロックバンドのムーンライダーズのファンで、作中でもその影響が見られ、その縁でベストアルバム『ANTHOLOGY 1976-1996』のジャケットを手がけた。なお、ムーンライダーズの弟バンドとも言われたカーネーションの直枝政広とは大学の同期であり、交友がある。
趣味は映画鑑賞、車、バイク、アイドルなど。

## 作風
デザインの際に大切にしていることは「先人たちが作ってウケたものには刃向かい、あらがうこと」。結果的に真似することもあるが、新しいことをするならまずあらがってみないとオリジナルデザインは出来ないからだという。
錦織敦史は、脇役のキャラクターを年齢や人種で振り分けつつ、衣裳が変わっても同じキャラクターだと分かる個性を与えながらも主人公たちを喰わない「モブ感」のようなものを残すバランス感覚がすごいと評する。田中将賀は、貞本のデザインは見た目はシンプルだが目立たせる部分と目立たせない部分のデザインのコントラストで独特のシルエットを構築しており、簡単に見えて実際にやろうとすると真似できないと語っている。加藤寛崇は貞本のデザインの魅力を「斬新さと親しみやすさが同居していること」だとしている。
貞本のキャラクターデザインは漫画的なところと実在感のバランスが絶妙で、デザインは作品によってアニメテイストを強調したり実写風にしたりと調整している。黄瀬和哉は「リアル（実写）と漫画（アニメ）のどちらにも傾くことができる絶妙なバランスだ」と評している。
『王立宇宙軍 オネアミスの翼』『ふしぎの海のナディア』『新世紀エヴァンゲリオン』と、作品を経るごとにデザインは変化している。『オネアミスの翼』のリアルなキャラクターの後、美樹本晴彦がキャラクター原案を手掛けた『トップをねらえ!』に参加したことで目が大きくても可愛くできることがわかり、それまで描けなかったキャラクターが描けるようになった。それが『ナディア』『エヴァンゲリオン』のデザインへとつながったという。
『ふしぎの海のナディア』の当時、3段影まで付いた線の多いキャラクターデザインが主流だったが、動かしやすいシンプルなデザインを好む大塚康生や宮崎駿が所属していたテレコム出身の貞本はそれを嫌がり、極力線を減らした異端のデザインを行なっていた。続く『エヴァンゲリオン』では、清潔感を出そうと主人公のシンジを女性的に描いた。最初はもう少し髪が長かったが、演出によってはワイルドな感じが出てしまい、触れたら壊れてしまいそうな繊細さが薄れてしまうのがわかったので、髪の毛を短くしておでこを出してボーイッシュな女の子という感じにしようとデザインし直した。単に自分の好みでデザインしたのではなく、典型的な熱血物のロボットアニメに対するアンチテーゼという意味が大きかった。一方、貞本のキャラクターは顔の描き分けが乏しく、髪型や服装を変えることでしか違いを表現できていないという意見がある。これは本人も自認しており、間宮千昭も、油断すると渚カヲルになってしまうと語っている。もともとエヴァのキャラクターデザインの際はシンジやミサトといったプレーンな顔を描く際は苦労したといい、特にシンジはこれという要素がないため日によってまちまちになってしまったという。プラグスーツのデザインに悩んだ時は自らフィギュアを作成して参考にした。
その後、細田守作品に参加した時には、本人曰く「宮崎駿みたいに」デザインが先祖返りした。それまで長年の間、一般向けのアニメ作品ではいわゆる"ジブリっぽい絵柄"がお手本にされていたが、細田作品以降、貞本のデザインこそがオタクと一般層の両方に受け入れられる唯一のものという時代が『君の名は。』の田中将賀が出て来るまで続いた。
敵をいかにも悪そうな顔にデザインするのは、本来貞本のテイストではない。見た目が良い人であっても実は悪の部分があったり敵側にもその人たちなりの正義があるのだろうという自身の人間観がにじみ出てしまうからである。

## 受賞歴
第16回週刊少年チャンピオン新人まんが賞
- 新人賞（入選）『FINAL STRETCH 最後の疾走』（1981年）

東京アニメアワード
- キャラクターデザイン賞
  - 2007年︰『時をかける少女』
  - 2010年︰『サマーウォーズ』
  - 2013年︰『おおかみこどもの雨と雪』

## 著作物

### 漫画
|    | 作品名                             | 原作           | 掲載誌               | 掲載号                                                             | 発表形式   | 話数   |
| -- | ---------------------------------- | -------------- | -------------------- | ------------------------------------------------------------------ | ---------- | ------ |
| 1  | FINAL STRETCH 最後の疾走           | -              | 週刊少年チャンピオン | 1981年35号                                                         | 読み切り   | 1話    |
| 2  | LONELY LONESOME NIGHT ふりむいた夏 | -              | 週刊少年チャンピオン | 1981年41号                                                         | 読み切り   | 1話    |
| 3  | CRAZY RIDER 大垂水の鷹             | -              | 週刊少年チャンピオン | 1981年45号                                                         | 読み切り   | 1話    |
| 4  | 18R（ヘアピン）の鷹                | -              | 週刊少年チャンピオン | 1982年11号 - 14号                                                  | 週刊連載   | 4話    |
| 5  | ROUTE20 歯車のある街               | -              | 月刊ニュータイプ     | 1991年12月号 - 1992年4月号                                         | 月刊連載   | 5話    |
| 6  | 孤島の鬼                           | たかはまこ     | 月刊ニュータイプ     | 1994年2月号 - 3月号                                                | 月刊連載   | 2話    |
| 7  | 新世紀エヴァンゲリオン             | GAINAX・カラー | 月刊少年エース       | 1994年12月号 - 2007年12月号                                        | 月刊連載   | 96話   |
| 7  | 新世紀エヴァンゲリオン             | GAINAX・カラー | ヤングエース         | Vol.1（2009年7月） - 2013年7月号                                   | 月刊連載   | 96話   |
| 8  | DIRTY WORK                         | たかはまこ     | COMIC CUE            | vol.4（1997年12月）                                                | 読み切り   | 1話    |
| 9  | System of Romance                  | たかはまこ     | COMIC CUE            | vol.8（2000年4月）                                                 | 読み切り   | 1話    |
| 10 | アルカイック スマイル              | たかはまこ     | コミックチャージ     | 創刊号（2007年3月）、 2008年11号 - 12号                            | 不定期掲載 | 3話    |
| 10 | アルカイック スマイル              | たかはまこ     | ヤングエース         | 2017年12月号 - 2018年2月号（上記3話の再掲） 2018年3月号 - （新作） | 月刊連載   | 連載中 |

### 画集
- 貞本義行画集 ALPHA（1993年4月1日発行）ISBN 4-04-852385-6
- 貞本義行 CD-ROM画集（1993年GAINAX販売）
- 貞本義行画集 DER MOND [限定版]（1999年9月30日発行）ISBN 4-04-853048-8
- 貞本義行画集 DER MOND [普及版]（2000年1月31日発行）ISBN 4-04-853031-3
- 貞本義行画集 CARMINE [限定版]（2009年3月26日発行）ISBN 978-4-04-854275-3
- 貞本義行画集 CARMINE [通常版]（2010年8月26日発行）ISBN 978-4-04-854480-1

## 主な参加作品

### テレビアニメ
1982年
- 超時空要塞マクロス（第9話原画）

1988年
- F（原画）

1990年
- ふしぎの海のナディア（キャラクターデザイン・作画監督・原画）

1995年
- 新世紀エヴァンゲリオン（キャラクターデザイン・レイアウト監修）

1998年
- 彼氏彼女の事情（声の出演（新人）・原画）

2002年
- .hack//SIGN（キャラクター原案）

2004年
- 忘却の旋律（アイバーマシンコンセプト）

2006年
- .hack//Roots（キャラクター監修）

2007年
- 天元突破グレンラガン（最終話原画）

2015年
- 放課後のプレアデス（宇宙船デザイン）

2020年
- GREAT PRETENDER（キャラクターデザイン）

2024年
- グレンダイザーU（キャラクターデザイン）

### OVA
1987年
- ロボットカーニバル「明治からくり文明奇譚〜紅毛人襲来之巻〜」（キャラクターデザイン）

1988年
- ドラゴンクエスト ファンタジア・ビデオ（エフェクトアニメ演出）
- トップをねらえ!（設定・第5話、第6話作画監督・原画）

2000年
- フリクリ（ビジュアルコンセプト・キャラクターデザイン）

2004年
- トップをねらえ2!（キャラクターデザイン・OP作画監督・第1話作画監督）

### Webアニメ
2020年
- 砂ノ灯（キャラクターデザイン）
- 愛姫MEGOHIME（監修、EDアニメーション）

2024年
- GREAT PRETENDER razbliuto（オリジナルデザイン）

### アニメ映画
1985年
- 天使のたまご（原画）

1987年
- 王立宇宙軍 オネアミスの翼（キャラクターデザイン・作画監督・原画）
- 紫式部 源氏物語（原画）

1991年
- ふしぎの海のナディア劇場版（キャラクターデザイン）

1997年
- 新世紀エヴァンゲリオン劇場版 シト新生（キャラクターデザイン・DEATH編作画監督・原画）
- 新世紀エヴァンゲリオン劇場版 Air/まごころを、君に（第26話レイアウト協力）

1990年代
- オリンピア（キャラクターデザイン） - 制作中止。
- 蒼きウル（キャラクターデザイン・総作画監督） - 制作中止。

2006年
- 時をかける少女（キャラクターデザイン）

2007年
- ヱヴァンゲリヲン新劇場版:序（主·キャラクターデザイン・作画監督・原画）

2009年
- ヱヴァンゲリヲン新劇場版:破（主·キャラクターデザイン・作画監督補佐）
- サマーウォーズ（キャラクターデザイン）

2012年
- おおかみこどもの雨と雪（キャラクターデザイン）
- ヱヴァンゲリヲン新劇場版:Q（主·キャラクターデザイン・イメージボード）

2013年
- SHORT PEACE「GAMBO」（キャラクターデザイン原案）

2018年
- フリクリ オルタナ（キャラクター原案）
- フリクリ プログレ（キャラクター原案）

2021年
- シン・エヴァンゲリオン劇場版（キャラクターデザイン原案）

2025年
- アズワン / AS ONE（キャラクターデザイン）

### パイロットフィルム
1991年
- R20 銀河空港（監督）

### 実写映画
2004年
- キューティーハニー（キャラクターデザイン）

2015年
- 『進撃の巨人 ATTACK ON TITAN』（デザインワークス）
- 『進撃の巨人 ATTACK ON TITAN エンド オブ ザ ワールド』（デザインワークス）

### ゲーム
1993年
- 餓狼伝説（メガドライブ版パッケージイラスト）

1994年
- 餓狼伝説2（メガドライブ版パッケージイラスト）
- 餓狼伝説SPECIAL（ゲームギア版パッケージイラスト）

2002年
- .hack（キャラクターデザイン）

2006年
- .hack//G.U.（デザイン監修・パッケージデザイン）

2018年
- 星と翼のパラドクス（キャラクターデザイン）

### ミュージック・ビデオ
1988年
- FENCE OF DEFENSE「DATA NO.6」（アニメーションディレクター）

2012年
- ももいろクローバーZ「猛烈宇宙交響曲・第七楽章「無限の愛」」（PV衣装原案）

### CM
2012年
- メルセデス・ベンツ『NEXT A-Class』（キャラクターデザイン）

2018年
- マウスコンピューター『マウスバンド アニメCM feat. 貞本義行&ライデンフィルム』（キャラクターデザイン）

2023年
- 日清食品『日清のどん兵衛』TVCM「正直すぎる尻尾 篇（アニメどんぎつね第4弾）」（2023年、キャラクターデザイン）

2024年
- Amazon Prime Video CM（キャラクターデザイン）

### ディスクジャケット
1988年
- TM NETWORK『CAROL 〜A DAY IN A GIRL'S LIFE 1991〜』（ビジュアルディレクター）

1998年
- ムーンライダーズ『ANTHOLOGY 1976-1996』
- エリック・クラプトン『ピルグリム』
- 映画『ラブ&ポップ』レーザーディスク（表紙挿絵）

2012年
- 宇多田ヒカル『桜流し』

2013年
- Mitchie M『グレイテスト・アイドル』

2014年
- エリック・クラプトン『ザ・ブリーズ〜J.J.ケイルに捧ぐ』

### 書籍

#### 小説
- GURPSルナル・友野詳「悪魔と天使の間で」（アンソロジー小説集『ヘンダーズ・ルインの領主』掲載）（1991年・挿絵）
- 友野詳「ルナル・サーガ」（1992年・キャラクターデザイン）
- 蒔田陽平「サマーウォーズ」（2009年・カバーイラスト）

#### 漫画
- 「時をかける少女 -TOKIKAKE-」（2006年・キャラクター原案）
- 「サマーウォーズ」（2009年・キャラクター原案）

### その他
- 航空自衛隊戦技競技会の戦闘機特別塗装（1998年） - 第204飛行隊のF-15J戦闘機に貞本がデザインしたワルキューレが描かれた。

## エピソード
- 『DAICON IVオープニングアニメ』で、女性キャラクターの胸が揺れる「乳ユラシ」を日本で初めて行ったとする説[注 11]があり[41][42]、一時期「乳揺らしの貞本」と呼ばれていた。[要出典]
- 『ヱヴァンゲリヲン新劇場版:序』の作画監督を務めていた時、同じく作画監督を務めていた松原秀典の絵柄について、「松原の描いたシンジの鎖骨が綺麗だ」と言っている。貞本と松原が初めて出会ったのは『王立宇宙軍 オネアミスの翼』の時であり、貞本は新人であった松原の実力を最初に認めた人物である。
- 『王立宇宙軍 オネアミスの翼』の企画書のイメージボードの書き方に悩んでいた貞本に、押井が「今『天使のたまご』で（貞本が大ファンである）天野がイラストを描いているから勉強しに来い」と誘った[17]。天野と押井守がどういうセッションをしてイメージボードを描いているのかに興味を持ち「仕事を手伝うかわりに現場を見せて欲しい」と押井に頼んで天野の仕事場で原画作業させてもらった。しかし、「天野さんは黙々と仕事を進める方で、結局ジャマをしにいっただけで終わった」という。
- 『時をかける少女』のキャラクターデザインは映画のプロデューサーに拝み倒されて参加し、ホテルに缶詰にされて2週間でデザインした[43]。
- 『SHORT PEACE』の「GAMBO」には大友克洋に直接オファーされて参加した[44]。
- 2019年8月9日、自身のツイッターにおいて、あいちトリエンナーレ2019の企画展「表現の不自由展・その後」で展示された従軍慰安婦問題に関する『平和の少女像』を「キッタネー少女像」と評し、また「コラージュ画に使われた昭和天皇の肖像を大写しにして、ガスバーナーで燃やしていく－という内容。燃え残りの灰を足で踏みつぶすシーンもある」（産経新聞）[45]、「昭和天皇を含む肖像群が燃える映像」（朝日新聞）[46]と報道されていた大浦信行の『遠近を抱えて PartII（4点）』[47]（作品の説明によると富山県立近代美術館による大浦の作品の焼却を彷彿させるシーンがある[47][48][45]）を「天皇の写真を燃やした後、足でふみつけるムービー」と評し、これらの作品に対して批判的なツイートを行った[49][50]。貞本はすべての作品について述べているのではなく[51]、一部の作品の芸術性について批判を行っているとする[52]。貞本のツイートは国内外のファンなどから批判があった[50][53][54][55]。貞本は平和の少女像に関して、米軍装甲車轢死事件追悼碑の転用説を念頭に、「米軍に轢き殺された少女の背景まで知りませんでした」、「発達障害（ADHD）丸出しで、考えもない発言」「黙って批判もレッテル貼も受け入れて行こうと思っている」などと述べた[56]。"